# ضهر البيدر
ضهر البيدر هو ممر جبلي في لبنان ضمن سلسلة جبال لبنان الغربية يقع بين جبل الكنيسة و جبل الباروك يمر من خلاله طريق بيروت-دمشق ،يرتفع قرابة 1500 متر عن سطح البحر ، ويربط قرية صوفر ببلدة شتورة كما يعتبر حدود فاصلة بين محافظة جبل لبنان و محافظة البقاع.